# Hebeloma vaccinum
Hebeloma vaccinum är en svampart som beskrevs av Romagn. 1965. Enligt Catalogue of Life ingår Hebeloma vaccinum i släktet fränskivlingar,  och familjen Strophariaceae, men enligt Dyntaxa är tillhörigheten istället släktet fränskivlingar,  och familjen buktryfflar. Arten är reproducerande i Sverige. Inga underarter finns listade i Catalogue of Life.